# Азербайджано-датские отношения
Азербайджано-датские отношения — двусторонние отношения между Азербайджаном и Данией в политической, экономической, культурной и иных сферах.

## Дипломатические отношения
Дания признала независимость Азербайджана 31 декабря 1991 года. Дипломатические отношения между странами установлены 2 апреля 1992 года.
Азербайджанское нерезидентное посольство для Дании расположено в Лондоне, Великобритания.
Посольство Дании в Турции также представляет Данию в Азербайджане. Действует консульство Дании в Баку
В парламенте Азербайджана действует рабочая группа по отношениям с Данией. Руководитель группы — Севиндж Фаталиева.
Между странами подписано 2 документа.
Дания и Азербайджан также являются членами ОБСЕ и Совета Европы.
В ходе официального визита министра налогов Дании Карстена Лауритцена в Баку 16-17 февраля 2017 года был заключён договор об отмене двойного налогообложения.

## В области экономики
В 2008 году датская компания Carlsberg приобрела один из самых крупных пивоваренных заводов в Азербайджане, расположенный на территории города Хырдалан. Была учреждена компания «Carlsberg Azerbaijan». Продукция компании составляет 60 % рынка пива Азербайджана.
Датский капитал инвестируется в сельское хозяйство. Разрабатываются крупномасштабные проекты в области ирригационных систем. Страны сотрудничают в сфере зелёной энергетики. С 2018 года осуществляется сотрудничество в сфере энергоэффективности.
В 2017 году на территории Исмаиллинского района было учреждено совместное азербайджано-датское предприятие по производству мяса индейки.
В Азербайджане действует представительство датской фармацевтической компании «Novo Nordisk».
В 2023 году Азербайджан инвестировал в Данию 3,9 млн долл., в 2024 — 28,4 млн долл.

### Товарооборот (тыс. долл)
| Год  | Экспорт Азербайджана | Импорт Азербайджана | Сумма товарооборота |
| ---- | -------------------- | ------------------- | ------------------- |
| 2010 | 241,28               | 12 998,82           | 13 240,1            |
| 2011 | 1 422,41             | 43 195,96           | 44 618,37           |
| 2012 | 2 167,26             | 20 118,65           | 22 285,91           |
| 2013 | 311,63               | 25 537,02           | 25 848,65           |
| 2014 | 757,64               | 19 133,64           | 19 891,28           |
| 2015 | 72,05                | 16 638              | 16 710,05           |
| 2016 | 106,94               | 22 207,5            | 22 314,44           |
| 2017 | 1 006,20             | 22 481,23           | 23 487,43           |
| 2018 | 839,82               | 25 361,18           | 26 201              |
| 2019 | 999,19               | 35 187,82           | 36 187,01           |
| 2020 | 49 789,88            | 24 363,66           | 74 153,54           |
| 2021 | 999.90               | 23 092,96           | 24 092,86           |
| 2022 | 252,13               | 22 365,23           | 22 617,36           |
| 2023 | 558,24               | 33 199,15           | 33 757,39           |
| 2024 | 124,72               | 51 818,40           | 51 943,12           |

Структура экспорта Дании: лекарственные препараты.

## Диаспора
В Дании действует общество «Vətən» («Родина»). При финансовой поддержке Государственного комитета по работе с диаспорой Азербайджана, а также посольства Азербайджана в Великобритании, в Копенгагене функционирует Азербайджанский дом. В школе под названием «Родной язык» обучаются дети азербайджанцев, проживающих в Дании.